# Joan Maie Freeman
Pour les articles homonymes, voir Freeman.
Joan Maie Freeman (7 janvier 1918 - 18 mars 1998) est une physicienne australienne. Elle est officier de l'Ordre d'Australie. 

## Jeunesse et formation
Joan Maie Freeman naît à Perth le 7 janvier 1918. Elle est la fille unique d'une musicienne et d'un comptable, sujet à des accès de rage. Sa famille vit dans la pauvreté à la suite de l'effondrement de l'économie dans les années 1900. Ils déménagent à Sydney en 1922 et elle fréquente la Sydney Church of England Girls Grammar School. Elle suit également des cours du soir au Sydney Technical College. L'école cache sa présence aux inspecteurs, considérant qu'avoir une fille dans la classe aurait un impact négatif sur le collège.   
Freeman entre à l'Université de Sydney en 1936. Elle étudie les mathématiques, la chimie, la physique et la zoologie. Elle est souvent la seule femme de la classe et subit la règle de l'école qui stipule qu'un siège doit rester vacant entre les femmes et les hommes dans une salle de conférence. Elle obtient son BSc en Mathématiques et Physique avec double mention très bien et reçoit une bourse de recherche du Commonwealth pour poursuivre sa maîtrise, elle obtient son Msc en 1943.    

## Carrière
Freeman prend un poste d'officier de recherche au Laboratoire de radiophysique à la Commonwealth Scientific and Industrial Research Organisation en juin 1941. Elle effectue des recherches sur un radar micro-onde de 10 cm pendant la Seconde Guerre mondiale. 
Après la fin de la guerre, elle entreprend des recherches sur le comportement des décharges de gaz à basse pression aux fréquences micro-ondes. En 1946, le Conseil de la recherche scientifique et industrielle lui décerne une bourse d'études supérieures qui lui permet de passer son doctorat à l'Université de Cambridge en Angleterre. Elle fréquente le Newnham College et étudie les particules alpha à courte portée avec Alex Baxter en travaillant avec l'accélérateur HT1. 
En 1951, Freeman devient responsable scientifique principal dans la division de physique nucléaire de l'Établissement de recherche atomique d'Harwell. Elle y rencontre John Jelley et l'épouse en 1958. Elle dirige ensuite le groupe et reçoit la médaille Rutherford en 1976 avec Roger Blin-Stoyle, pour leurs recherches sur la bêta-radioactivité des noyaux complexes. Elle est la première femme à remporter ce prix. Elle obtient un doctorat honorifique de l'Université de Sydney et des bourses de l'Institut de physique et de l'American Physical Society.  
Elle prend sa retraite en 1978 et publie le livre Une passion pour la physique en 1991. En 1993, elle reçoit un doctorat honorifique en sciences de l'Université de Sydney (MSc Sydney PhD Camb, FIP FAPS). Elle décède le 18 mars 1998 à Oxford. 
Freeman est nommée officier de l'Ordre d'Australie (AO) à titre posthume pour « service à la science dans le domaine de la physique nucléaire et à l'environnement en tant que défenseur de la responsabilité sociale dans la recherche scientifique ».   